# إيمي براون
إيمي براون (بالإنجليزية: Amy Brown)‏ هي رسامة أمريكية، ولدت في 1972.

## وصلات خارجية
- الموقع الرسمي